# قطعنامه ۶۶۴ شورای امنیت
قطعنامه ۶۶۴ شورای امنیت سازمان ملل متحد که در تاریخ ۱۸ اوت ۱۹۹۰ تصویب شد، سندی بین‌المللی دربارهٔ عراق-کویت است. این قطعنامه طی نشست ۲۹۳۷ام با ۱۵ رای موافق، ۰ مخالف و ۰ ممتنع تصویب شد.